# Cebrio morio
Cebrio morio is een keversoort uit de familie Cebrionidae. De wetenschappelijke naam van de soort is voor het eerst geldig gepubliceerd in 1824 door Leach.